# 张莉 (演员)
张莉（1965年11月14日—），四川成都人，曾於电视剧《红楼梦》中饰演薛宝钗，现在为房地产投资者、企业家。

## 经历
1965年，张莉出生在成都鼓楼南街128号，原是巴金的旧居，父母为当地的政府干部。
1977年当时只有12岁的张莉就进入了成都军区战旗文工团，成为一名舞蹈演员，1983年被《红楼梦》剧组选中，出演薛宝钗一角，获得了巨大的知名度。
《红楼梦》播出后调到中央电视台电视剧制作中心工作，先後出演电影《阿星阿新》、《战争插曲》以及电视剧《家春秋》，但所获反响都远不如《红楼梦》。
1988年，张莉考入深圳大学，攻读导演专业，为带薪学习。1990年毕业后到加拿大多伦多留学。在加拿大期间拍摄电影《浮云》，并代表加拿大参加国际电影节，除此之外，甚少在媒体上露面，一度音信全无。
《浮云》这部电影的成功虽然没有使张莉进一步发展自己的演艺事业（1994年后转向商界发展），但使她拿到了加拿大永久居住证，这也令她有着极大的自主权。
张莉作为房地产业界的独立投资人，到2010年已经14年之久。个人已在华盛顿、多伦多、温哥华等城市有投资，据圈内人估计，资产已达上亿美元。并且从2008年开始，在北京和自己的家乡成都都有房地产投资。
作为房地产投资人的张莉基本已淡出了大众和媒体的视线，不过2007年6月12日，她在新浪网开通了自己的博客，时不时会与网友交流。

## 对待谣言
张莉不喜欢名人的喧嚣，她喜欢普通的生活。正是如此，在她在中国成为大明星的时候，却毅然独自来到加拿大多伦多求学深造。在国外读书，她克服了语言障碍，成绩每年名列前茅，拿到一等奖学金。其后二十年间，她从两千美元起价，靠着自己的努力终于身家数亿，但却从来不张扬。因为她的低调，甚至有传闻说张莉生活落魄，还在香港当保姆。为澄清谣言，张莉于2006年9月8日接受了成都商报的电话采访，昔日的宝姐姐终于重回大众视线。通过采访，张莉表示自己在1993年开始就以房产经纪人的身份起步，逐渐进入多伦多当地的房地产行业，每年也会回国一趟。这是她隐身多年后第一次接受采访。后来，她又接受了中央电视台、北京电视台的一些专访。现在，张莉主要通过新浪博客和微博与大家交流。
张莉至今未婚，也没有儿女，因为她相信缘分，再加上有自己的事业所以对婚姻并不着急。
出演薛宝钗让张莉声名大噪，现在的她则有新的看法“人每走一步，只是人生的一个里程碑。宝钗这个里程碑不管再好，也过去了，我应该把下一步走得更扎实。”她表示很享受现在的自由生活，不想去做名人。

## 影视作品
- 1987年 电视剧 《红楼梦》 饰演薛宝钗
- 1988年 电视剧 《聊齋之鳳陽士人》 饰演士人妻
- 1988年 电视剧 《家春秋》 饰演鸣凤
- 1988年 电影《阿星阿新》 饰演安妮
- 1988年 电影《战争插曲》 饰演葉芳
- 1992年 电影《浮云》